# إدوارد روبنسون
إدوارد جي. روبنسون (بالإنجليزية: Edward G. Robinson) (إيمانويل غولدنبرغ؛ 12 من ديسمبر 1893م- 26 من يناير 1973م) هو ممثل أمريكي وُلِدَ في رومانيا.كان إدوارد ممثلاً محبوبًا في عصر هوليود الذهبي، اشتهر بأدواره كزعيم عصابات، مثل دور ريكو في فيلم قيصر صغير (Little Caesar)، ودور روكو في فيلم كي لارغو . وله أدوار أخرى لا تُنسى مثل دور بارتون كيز في تعويض مزدوج ، ودور دايثن في فيلم الوصايا العشر. وتم اختيار إدوارد روبنسون لـجائزة الأوسكار الفخرية وكان ذلك بعد وفاته بشهرين في عام 1973م. ودخل في قائمة معهد الفيلم الأمريكي وهي تحتوي على خمسة وعشرين نجمًا من أعظم النجوم الرجال في السينما الأمريكية.

## كتابات أخرى
- Gansberg، Alan L. (2004). Little Caesar: A Biography of Edward G. Robinson. Scarecrow Press. {{استشهاد بكتاب}}: تجاهل المحلل الوسيط |الرقم المعياري= لأنه غير معروف، ويقترح استخدام |ردمك= (مساعدة)
- Epstein, Lawrence Jeffrey (2007). Edge of a Dream: The Story of Jewish Immigrants on New York's Lower East Side, 1880–1920. John Wiley & Sons. {{استشهاد بكتاب}}: تجاهل المحلل الوسيط |الرقم المعياري= لأنه غير معروف، ويقترح استخدام |ردمك= (مساعدة)

## وصلات خارجية
- إدوارد روبنسون على موقع IMDb (الإنجليزية)
- إدوارد روبنسون على موقع الموسوعة البريطانية (الإنجليزية)
- إدوارد روبنسون على موقع روتن توميتوز (الإنجليزية)
- إدوارد روبنسون على موقع ألو سيني (الفرنسية)
- إدوارد روبنسون على موقع ميوزك برينز (الإنجليزية)
- إدوارد روبنسون على موقع ميوزك برينز (الإنجليزية)
- إدوارد روبنسون على موقع تيرنر كلاسيك موفيز (الإنجليزية)
- إدوارد روبنسون على موقع أول موفي (الإنجليزية)
- إدوارد روبنسون على موقع قاعدة بيانات برودواي على الإنترنت (الإنجليزية)
- إدوارد روبنسون على موقع قاعدة بيانات الأفلام السويدية (السويدية)
- Photographs and literature